# Univerzita v Leidenu
Univerzita v Leidenu (nizozemsky Universiteit Leiden, dříve Rijksuniversiteit Leiden) je nejstarší vysoká škola v Nizozemsku, založená 8. února 1575 Vilémem I. Oranžským. K roku 2015 měla 9 fakult a v akademickém roce 2015/2016 na ni studovalo 25 800 studentů. V roce 2015 měla škola celkem 5500 zaměstnanců a její roční rozpočet činil asi 559 milionů Eur.

## Historie
Univerzita byla založena krátce po ukončení španělského obléhání města a několik měsíců před založením holandské republiky (Spojené provincie nizozemské). Spolu s univerzitní knihovnou a od roku 1633 i univerzitní hvězdárnou se stala středem holandské vzdělanosti. Působili zde významní učenci jako filozof a filolog Justus Lipsius, jazykovědec Joseph Scaliger, právník a filozof Hugo Grotius a teologové Jakub Arminius nebo Gerhard Johannes Vossius.
V 19. a 20. století univerzitu proslavila řada vědců a nositelů Nobelových cen, například fyzik Heike Kamerlingh Onnes, objevitel supravodivosti, matematik a fyzik Hendrik Antoon Lorentz, fyzik Pieter Zeeman nebo lékař Willem Einthoven. Ve 20. a 30. letech 20. století zde působili fyzikové Albert Einstein, Enrico Fermi a Paul Ehrenfest, právník Cornelis van Vollenhoven a kulturní historik Johan Huizinga.
Univerzita je členem sdružení Europaeum, Coimbra-Group a Ligy evropských výzkumných univerzit LERU.

## Fakulty
- Archeologie
- Právní vědy
- Matematiky a přírodních věd
- Medicíny
- Filozofie
- Společenských věd
- Teologie
- Umění
- Literatury a lingvistiky.

## Galerie

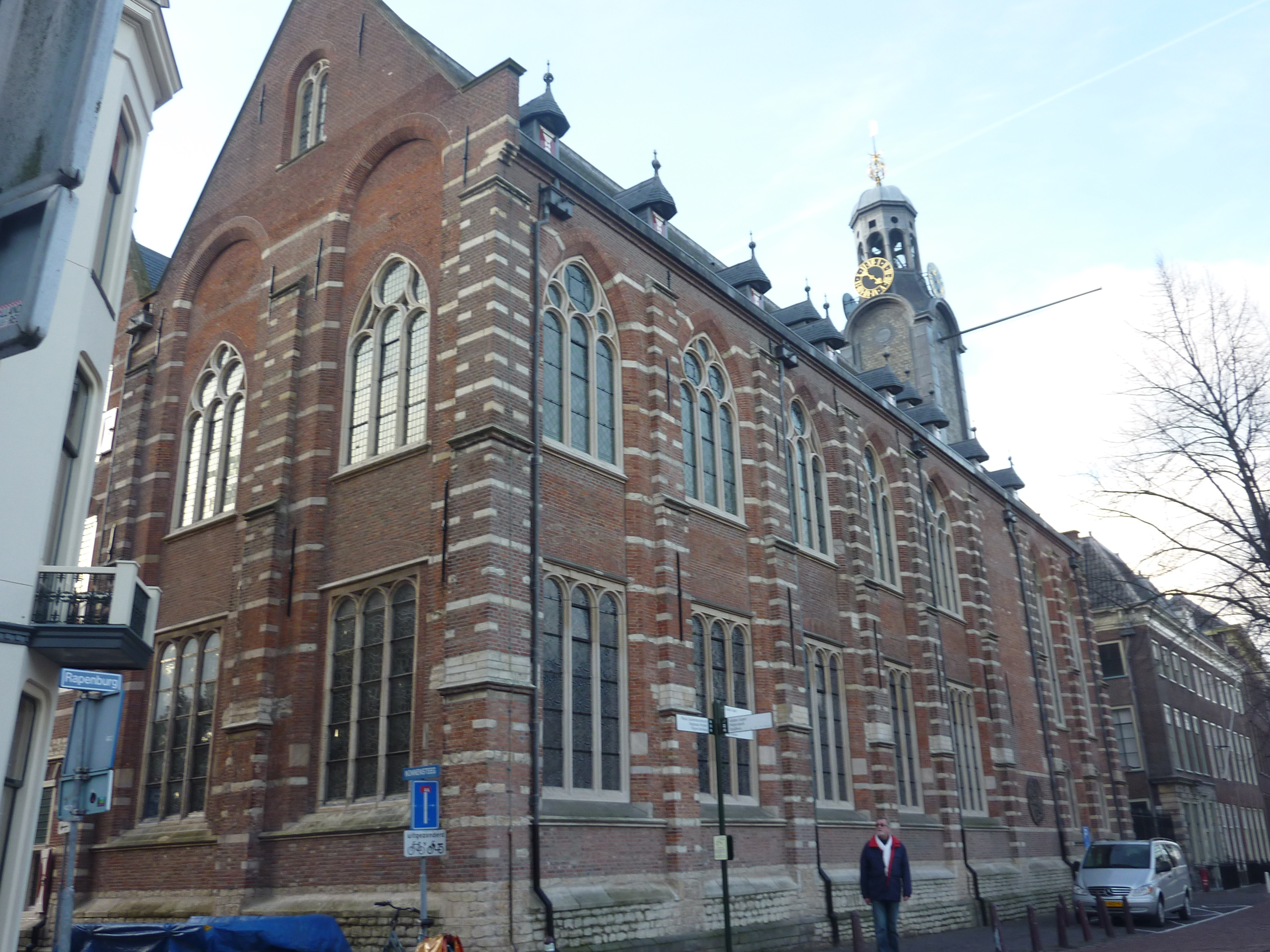
Rapenburg
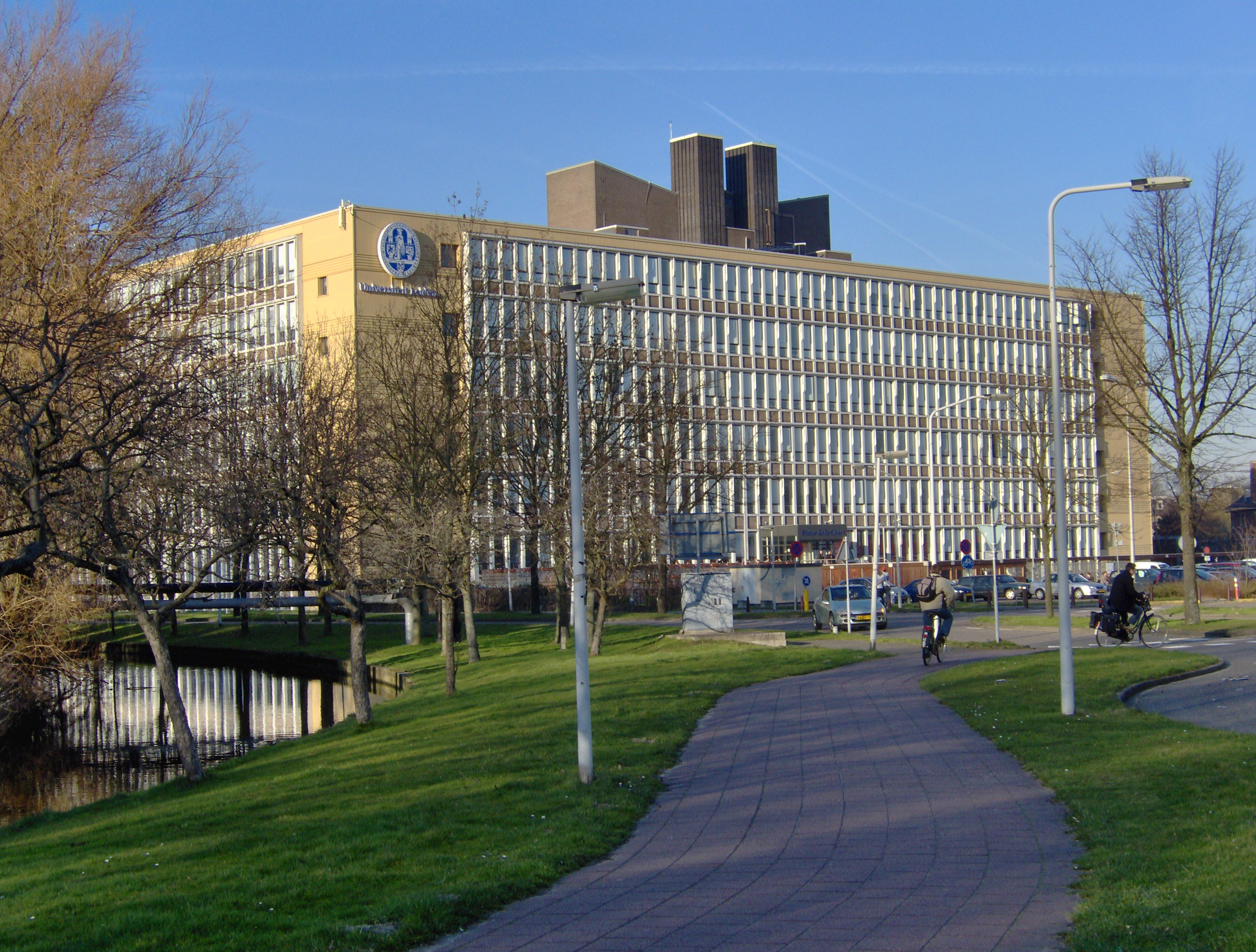
Fakulta společenských věd
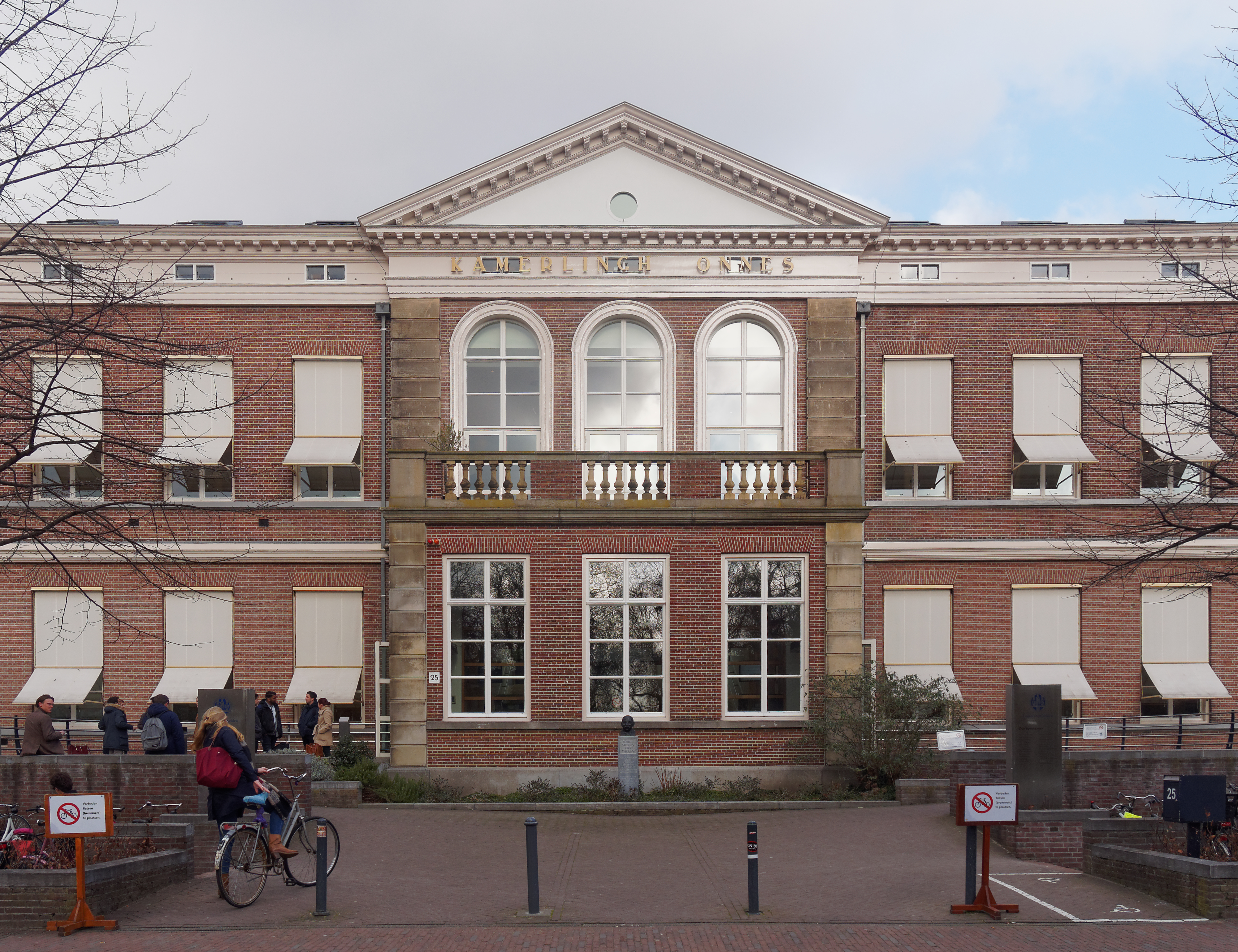
Budova Kamerlinga Onnese
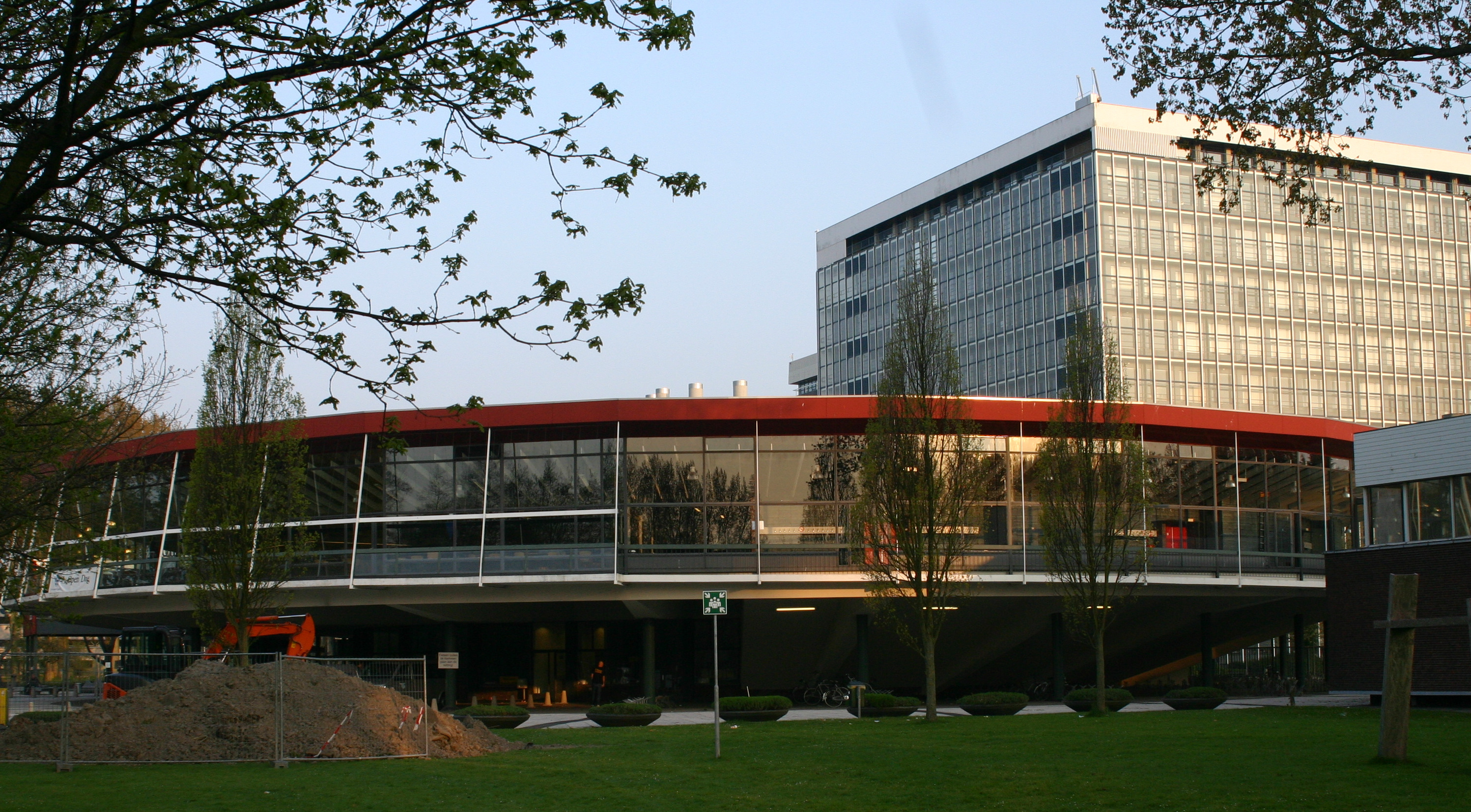
Gorlaeova budova
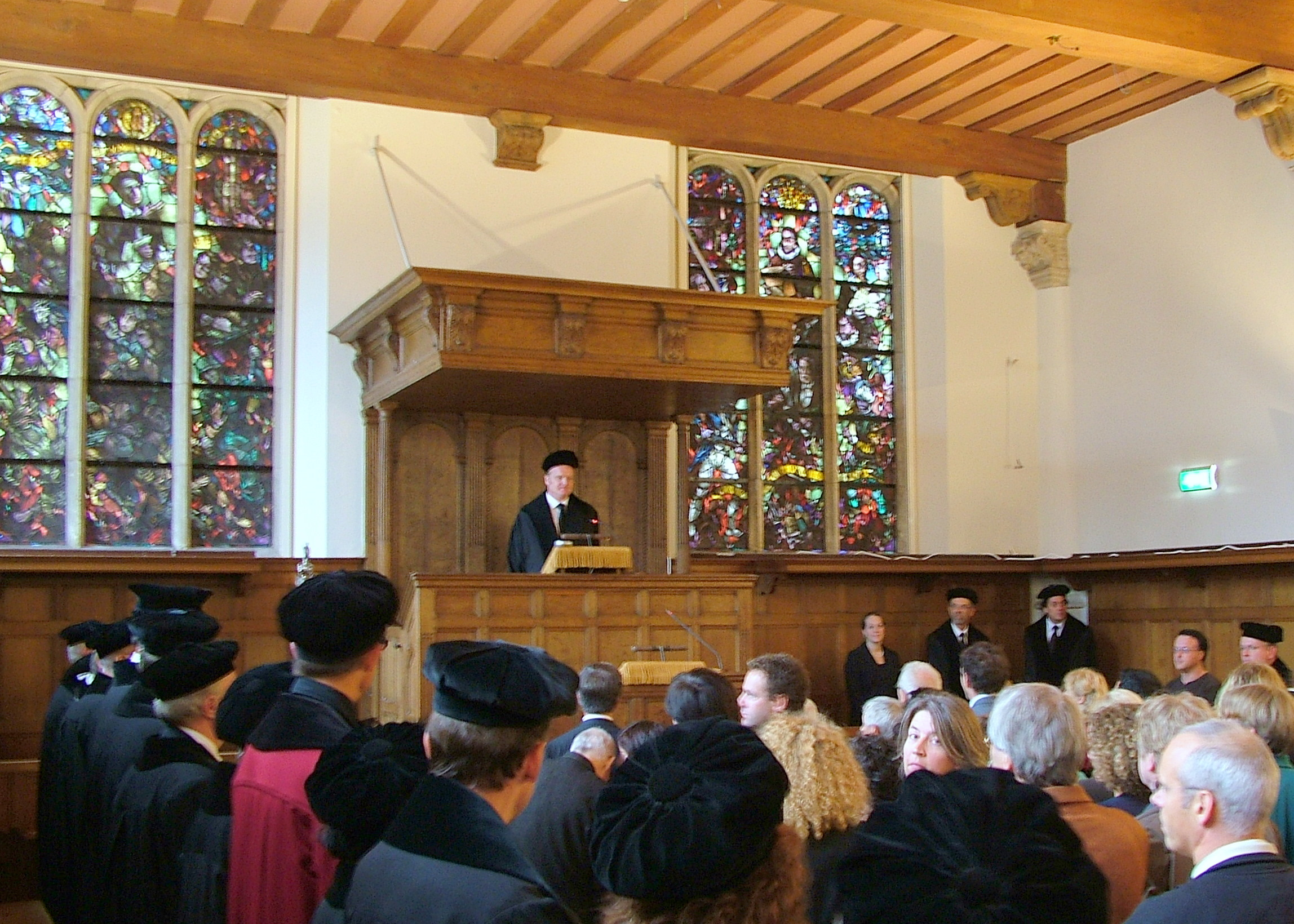
Nástupní přednáška

## Významní absolventi
více také v seznamu rektorů Univerzity v Leidenu
- John Quincy Adams (1767–1848), 6. prezident USA
- Bernhard Siegfried Albinus (1697–1770), německý lékař
- Herman Boerhaave (1668–1738), nizozemský lékař
- Marcus Zuerius van Boxhorn (1602/12–1653), objevitel podobnosti indoevropských jazyků
- Fridrich Vilém I. Braniborský (1620–1688), pruský vévoda
- Thomas Browne (1605–1682), anglický filozof
- Edsger Dijkstra (1930–2002), nizozemský informatik
- Charles de l’Écluse (1526–1609), lékař a botanik
- Paul Ehrenfest (1880–1933), rakouský fyzik
- Albert Einstein (1879–1955), německý fyzik, nositel Nobelovy ceny
- Willem Einthoven (1860–1927), nizozemský lékař
- Paul Fleming (1609–1640), německý barokní lyrik
- Arnold Geulincx (1624–1669), vlámský teolog
- Jakob Dircksz de Graeff (1571–1638), nizozemský politik
- Hugo Grotius (1583–1645), nizozemský filozof
- Andreas Gryphius (1616–1664), německý básník, autor sonetů
- Maarten ’t Hart (* 1944), nizozemský spisovatel a biolog
- Paul Hermann (1646–1695), německý lékař a botanik
- Ayaan Hirsi Aliová (* 1969), nizozemská politička
- Christian Hoffmann von Hoffmannswaldau (1616–1679), německý básník
- Jaap de Hoop Scheffer (* 1948), nizozemský politik
- Johan Huizinga (1872–1945), nizozemský historik
- Christiaan Huygens (1629–1695), nizozemský astronom a matematik
- Ehrenfried Walther von Tschirnhaus (1651–1708), německý přírodovědec, matematik a filozof
- Heike Kamerlingh Onnes (1853–1926), nizozemský fyzik
- Král Vilém-Alexandr Nizozemský (* 1967)
- Královna Beatrix Nizozemská (* 1938)
- Královna Juliána Nizozemská (1909–2004)
- Franciscus Bernardus Jacobus Kuiper (1907–2003), nizozemský indolog
- Willem Levelt (* 1938), nizozemský psycholingvista
- Justus Lipsius (1547–1606), filozof
- Hendrik Antoon Lorentz (1853–1928), matematik
- Karl Martin (1851–1942), německý geolog a paleontolog
- Hermann Adolph Meinders (1665–1730), německý právník a historik
- Kornelis Heiko Miskotte (1894–1976), nizozemský profesor teologie
- Jan Hendrik Oort (1900–1992), nizozemský astronom
- Martin Opitz (1597–1639), německý básník
- Anton Pannekoek (1873–1960), nizozemský astronom
- Peter Rentzel (1610–1662), německý právník a politik
- Caspar Reuvens (1793–1835), nizozemský historik
- Rembrandt van Rijn (1606–1669), nizozemský malíř
- Mark Rutte (* 1967), nizozemský politik, předseda vlády
- Joseph Justus Scaliger (1540–1609), francouzský humanista
- Reimar Schefold (* 1938), švýcarský antropolog
- Edith Schippers (* 1964), politička
- Melanie Schultz van Haegen (* 1970), politička
- Willem de Sitter (1872–1934), nizozemský astronom
- Willebrord van Roijen Snell (Snellius) (1580–1626), nizozemský astronom a matematik
- Jan Tinbergen (1903–1994), ekonom, nositel Nobelovy ceny
- Nikolaas Tinbergen (1907–1988), nizozemský etolog
- Andreas Vengerscius (1600–1649) polský kalvinista, teolog, básník
- Arnold Vinnius (1588–1657), nizozemský právník
- Jouke de Vries (* 1960), nizozemský politik
- Johannes Diderik van der Waals (1837–1923), nizozemský fyzik
- Gotthart Wunberg (* 1930), německý germanista, historik literatury
- Pieter Zeeman (1865–1943), nizozemský fyzik